# Eterscél mac Máele Umai
Eterscél mac Máele Umai (mort en 721) était un roi de Munster (en irlandais : Muman), l'un des cinq royaumes d'Irlande. Il appartenait à la famille des Eóganacht Áine, une branche du clan des Eóganachta descendant d'Ailill mac Nad Froích, le frère d'Óengus mac Nad Froích (mort en 489), premier roi chrétien de Muman. 

## Biographie
Il était le fils de Máel Umai, le petit-fils du roi Cúán mac Amalgado (qui régna brièvement entre 639 et 641) et l'arrière-petit-fils du roi Amalgaid mac Éndai (qui aurait régné entre 596 et 601). 
Comme ceux de son grand-père et de son arrière-grand-père, le règne d'Eterscél fut bref, et demeure de plus très incertain. La plupart des annales irlandaises l'ignorent même absolument.
Il apparaît cependant dans le Livre de Leinster et surtout dans le Cáin Adamnáin (Loi d'Adamnan ou Loi des Innocents), une loi destinée à assurer la protection, en cas de guerre, des femmes, des enfants et des gens d'Église, et qui contient le nom des principaux dignitaires ecclésiastiques irlandais et écossais de même que celui d'un grand nombre de rois qui furent associés à cette loi, et où Eterscél est qualifié de roi de Muman tandis qu'Ailill fils de Cu-cen-mathair (qui fut probablement son successeur) est seulement roi de Mag Fene. 
La date de promulgation de cette Lex Innocentium est située en 696 dans les Annales d'Inisfallen (mais ces annales placent la mort d'Ailill en 698 alors que la plupart des sources s'accordent sur l'année 701) et en 697 dans les Annales d'Ulster, le Chronicon Scotorum et les Annales fragmentaires, et tous les membres identifiables du documents sont encore vivants à cette date, ce qui indique qu'Eterscél était bien roi à cette époque. 
Son prédécesseur sur le trône de Muman, Finguine mac Cathail, est mort vers 696. Pourtant, dans les Annales de Tigernach, le début du règne d'Ailill, frère de Finguine, est mentionné dans l'entrée qui suit immédiatement celle annonçant la mort de Finguine et l'entrée en vigueur de la loi d'Adomnan est citée l'année suivante, en 697. 
Malgré cela, le plus probable est qu'Eterscél ait succédé à Finguine à la mort de celui-ci, en 696, et ait abdiqué en 697 ou peu après, Ailill lui succédant pour mourir presque aussitôt, en 701, et laisser le trône à Cormac mac Ailello. Cet ordre de succession est conforme à ce que l'on trouve dans les Laud synchronisms, qui ignorent d'ailleurs Ailill et pour lesquels Cormac succéda directement à Eterscél. 
Eterscél vécut encore longtemps après son abdication puisqu'il ne mourut qu'en 721, si l'on suit l'unique source qui mentionne sa mort, les Annales d'Inisfallen. 
Peut-être remonta-t-il d'ailleurs sur le trône après la mort de Cormac en 713, car Cathal mac Finguine n'est pas nommé dans les annales avant 721, année marquée précisément par la mort d'Eterscél, et qu'aucun roi de Muman n'est mentionné entre 713 et 721. 
Son fils Cathussach mac Eterscélai fut également roi de Muman de 742 à sa mort, en 769. 